# Soy Cubanito
Soy Cubanito è il titolo del primo album discografico del gruppo musicale Cubanito 20.02, pubblicato nel 2004.

## Tracce
1. Soy Cubanito
2. Pideme
3. Aida
4. Si Piensas Volver
5. Matame
6. Te Olvidarè
7. Me Gusta El Reggae
8. Lloraras
9. Dulce Sabrosa Sabor E Miel
10. Deja Que Te Coja
11. Mueve Tu Cuerpo
12. Lloraras (balada)
13. Traccia Video + Rom
14. ciao